# Ompolyszáda
Ompolyszáda románul: Văleni, település Romániában, Erdélyben, Fehér megyében.

## Fekvése
Metesdtől délre, az Ompoly jobb partján fekvő település.

## Története
Ompolyszáda nevét 1808-ban Gaurány, Grubendorf, Gauru, 1861-ben Gaurán, 1888-ban Gaurény, 1913-ban Ompolyszáda néven írták.
A trianoni békeszerződés előtt Alsó-Fehér vármegye Magyarigeni járásához tartozott.
1910-ben 336 lakosából 7 magyar, 329 román volt. Ebből 5 református, 329 görögkeleti ortodox volt.

## Források

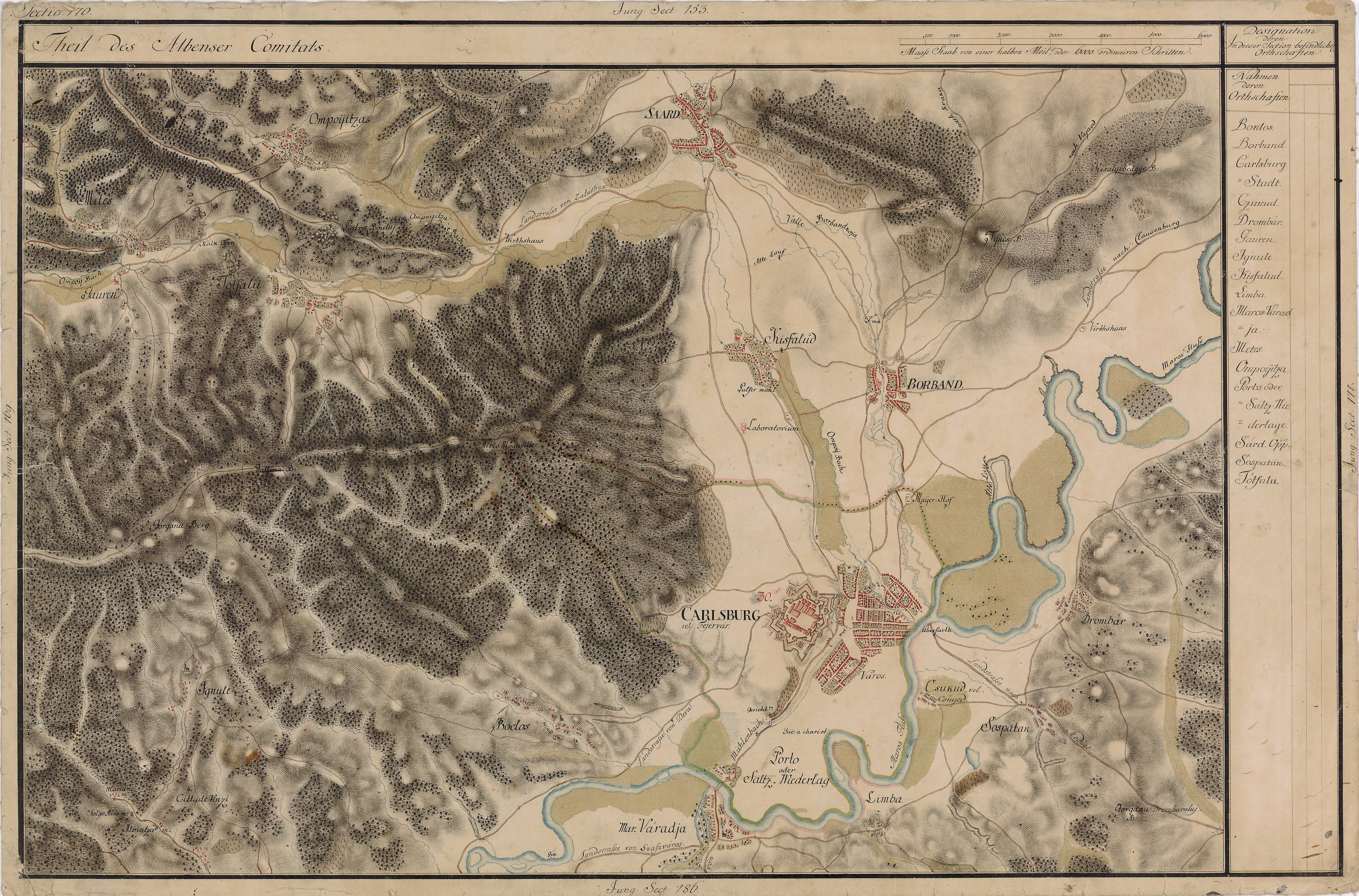
Ompolyszáda egy régi térképen